# Wood River (Illinois)
Wood River es una ciudad ubicada en el condado de Madison en el estado estadounidense de Illinois. En el Censo de 2010 tenía una población de 10657 habitantes y una densidad poblacional de 575,24 personas por km².

## Geografía
Wood River se encuentra ubicada en las coordenadas 38°51′48″N 90°4′40″O / 38.86333, -90.07778. Según la Oficina del Censo de los Estados Unidos, Wood River tiene una superficie total de 18.53 km², de la cual 18.08 km² corresponden a tierra firme y (2.43%) 0.45 km² es agua.

## Demografía
Según el censo de 2010, había 10657 personas residiendo en Wood River. La densidad de población era de 575,24 hab./km². De los 10657 habitantes, Wood River estaba compuesto por el 96.29% blancos, el 1.45% eran afroamericanos, el 0.23% eran amerindios, el 0.53% eran asiáticos, el 0.01% eran isleños del Pacífico, el 0.34% eran de otras razas y el 1.15% pertenecían a dos o más razas. Del total de la población el 1.9% eran hispanos o latinos de cualquier raza.